# Błędowo (województwo warmińsko-mazurskie)
Błędowo (niem. Blandau) – osada w Polsce położona w województwie warmińsko-mazurskim, w powiecie kętrzyńskim, w gminie Barciany.
W latach 1975–1998 miejscowość administracyjnie należała do województwa olsztyńskiego.